# Cantó d'Albanh
El cantó d'Albanh és un cantó francès del departament del Tarn, situat al districte d'Albi. Té 22 municipis i el cap cantonal és Albanh.

## Municipis
- Albanh
- Curvala
- Maçals
- Muòlas
- Paulinet
- Sent Andrieu
- Telhet

## Història
| Data d'elecció                           | Identitat           | Partit        | Qualitat |
| ---------------------------------------- | ------------------- | ------------- | -------- |
| 1985-1998                                | Etienne Chamayou    | UDF           |          |
| 1998-2004                                | Jean Calvet         | UDF           |          |
| 2004-                                    | Jean-Louis Fournier | Divers droite |          |
| les dades anteriors no són pas conegudes |                     |               |          |
|                                          |                     |               |          |

## Demografia
| 1962  | 1968  | 1975  | 1982  | 1990  | 1999  | 2006  |
| ----- | ----- | ----- | ----- | ----- | ----- | ----- |
| 4.040 | 4.394 | 3.739 | 3.405 | 3.049 | 2.733 | 2.745 |